# جووانی جامباتیستا آنتونلی
 جووانی جامباتیستا آنتونلی (انگلیسی: Giovanni Battista Antonelli؛ ۱ ژانویه ۱۵۲۷ – ۱ ژانویه ۱۵۸۸) یک معمار، و مهندس اهل ایتالیا بود.